# Central Province
Central Province is een van de tien provincies van Zambia. De hoofdstad is Kabwe. Het is de enige provincie die aan alle andere grenst.

## Districten
De provincie Central bestaat uit 11 districten (2022):
- Chibombo
- Chisamba
- Chitambo
- Kabwe
- Kapiri Mposhi
- Luano
- Mkushi
- Mumbwa
- Ngabwe
- Serenje
- Shibuyunji

Central · Copperbelt · Eastern · Luapula · Lusaka · Muchinga· Northern · North-Western · Southern · Western